# São Pedro do Paraná
São Pedro do Paraná är en kommun i Brasilien.   Den ligger i delstaten Paraná, i den södra delen av landet, 900 km sydväst om huvudstaden Brasília. Antalet invånare är 2 494.
Trakten runt São Pedro do Paraná består i huvudsak av gräsmarker. Runt São Pedro do Paraná är det ganska glesbefolkat, med 21 invånare per kvadratkilometer.